# Самман, Джош
Джо́шуа Ке́йлеб Са́мман (англ. Joshua Kaleb Samman; 14 марта 1988, Де-Мойн — 5 октября 2016, Холливуд) — американский боец смешанного стиля, представитель средней весовой категории. Выступал на профессиональном уровне в период 2007—2016 годов, известен по участию в турнирах бойцовских организаций UFC и Bellator, участник семнадцатого сезона реалити-шоу The Ultimate Fighter.

## Биография
Родился в городе Де-Мойн, штат Айова.
Начинал свой путь в смешанных единоборствах в 2006 году на любительском уровне. Среди профессионалов дебютировал в апреле 2007 года, победив своего первого соперника единогласным решением судей. Дрался в различных малоизвестных промоушенах вроде Reality Combat Championship и ISCF, преимущественно на территории штата Флорида. Первое в карьере поражение потерпел в марте 2008 года, уже в начале первого раунда поединка с Джоном Уолшем попался в ручной «треугольник» и вынужден был сдаться. В 2009—2010 годах развивал свой собственный промоушен Ubersmash, где четырежды сам выступал в качестве хедлайнера и во всех этих боях одержал победу, в том числе нокаутировал такого известного бойца как Крис Коуп и взял реванш у Джона Уолша.
Имея в послужном списке восемь побед и лишь одно поражение, Самман привлёк к себе внимание крупной бойцовской организации Bellator и подписал с ней контракт. Тем не менее, закрепиться ему здесь не удалось, в единственном проведённом поединке он единогласным судейским решением проиграл соотечественнику Дэну Крамеру.
Несмотря на увольнение из Bellator, Джош Самман продолжил успешно выступать в ММА и вскоре стал участником семнадцатого сезона популярного бойцовского реалити-шоу The Ultimate Fighter. Он выиграл стартовый отборочный поединок и присоединился к команде Джона Джонса. Одержал победу и в следующем бою, и на стадии четвертьфиналов. Был остановлен только в полуфинале, встретившись с Келвином Гастелумом, будущим победителем шоу. Самман считался в этом бою фаворитом, но уже в первом раунде сдался в результате успешно проведённого Гастелумом удушающего приёма сзади.
По итогам реалити-шоу Самман подписал контракт с крупнейшей бойцовской организацией мира Ultimate Fighting Championship и дебютировал здесь с победы техническим нокаутом над Кевином Кейси, своим коллегой по семнадцатому сезону The Ultimate Fighter. В августе 2013 года он должен был заменить Ника Ринга в бою с Юраей Холлом, но незадолго до начала турнира получил травму, и этот бой отменили. Следующий раз он дрался в UFC лишь в декабре 2014 года — эффектно ударом ногой в голову нокаутировал Эдди Гордона, этот нокаут был признан одним из лучших нокаутов года, кроме того, боец получил бонус за лучшее выступление вечера. В 2015 году провёл два поединка, в первом удушающим приёмом сзади победил бразильца Каю Магальяйнса (ещё один бонус за лучшее выступление вечера), тогда как во втором «треугольником» проиграл Тамдану Маккрори. В 2016 году отметился только одним боем, техническим нокаутом во втором раунде его победил Тим Боуч.
Помимо участия в боях по смешанным правилам Джош Самман также занимался писательской и журналистской деятельностью. Так, в течение долгого времени он являлся штатным обозревателем информационного портала BloodyElbow.com, вёл колонку на сайте UFC.com и планировал открыть собственный сайт flocombat.com, посвящённый смешанным единоборствам. Он, помимо прочего, написал автобиографическую книгу The Housekeeper: Love, Death, and Prizefighting, в которой подробно рассказал о своём тяжёлом детстве, тернистом пути в спорте и смерти своей возлюбленной (его подруга Хейли Бевис разбилась на машине в августе 2013 года).
29 сентября 2016 года Самман и его друг ринг-анонсер Трой Кинкингбург были обнаружены в бессознательном состоянии в квартире в Холливуде. Кинкингбург ещё до прибытия в больницу скончался, как было установлено, от передозировки кокаина, героина и анальгетиков, в то время как Самман находился в тяжёлом состоянии и пребывал в коме. Врачам не удалось спасти его, 5 октября боец умер.

## Статистика в профессиональном ММА
| Боёв 16  | Побед 12 | Поражений 4 |
| -------- | -------- | ----------- |
| Нокаутом | 7        | 1           |
| Сдачей   | 4        | 2           |
| Решением | 1        | 1           |

| Результат | Рекорд | Соперник        | Способ                     | Турнир                                                          | Дата             | Раунд | Время | Место                  | Примечание                 |
| --------- | ------ | --------------- | -------------------------- | --------------------------------------------------------------- | ---------------- | ----- | ----- | ---------------------- | -------------------------- |
| Поражение | 12–4   | Тим Боуч        | TKO (удары руками)         | UFC Fight Night: McDonald vs. Lineker                           | 13 июля 2016     | 2     | 3:49  | Су-Фолс, США           |                            |
| Поражение | 12–3   | Тамдан Маккрори | Сдача (треугольник)        | UFC on Fox: dos Anjos vs. Cerrone 2                             | 19 декабря 2015  | 3     | 4:10  | Орландо, США           |                            |
| Победа    | 12–2   | Каю Магальяйнс  | Сдача (удушение сзади)     | The Ultimate Fighter: American Top Team vs. Blackzilians Finale | 12 июля 2015     | 1     | 2:52  | Лас-Вегас, США         | Лучшее выступление вечера. |
| Победа    | 11–2   | Эдди Гордон     | KO (ногой в голову)        | UFC 181                                                         | 6 декабря 2014   | 2     | 3:08  | Лас-Вегас, США         | Лучшее выступление вечера. |
| Победа    | 10–2   | Кевин Кейси     | TKO (удары коленями)       | The Ultimate Fighter: Team Jones vs. Team Sonnen Finale         | 13 апреля 2013   | 2     | 2:17  | Лас-Вегас, США         |                            |
| Победа    | 9–2    | Майки Гомес     | Сдача (удары руками)       | XFC 16                                                          | 10 февраля 2012  | 2     | 2:17  | Ноксвилл, США          |                            |
| Поражение | 8–2    | Дэн Крамер      | Единогласное решение       | Bellator 46                                                     | 25 июня 2011     | 3     | 5:00  | Холливуд, США          |                            |
| Победа    | 8–1    | Джон Уолш       | TKO (удары руками)         | Moon Management: Ubersmash 4                                    | 28 августа 2010  | 1     | 1:19  | Таллахасси, США        |                            |
| Победа    | 7–1    | Дэвид Баггетт   | Сдача (треугольник)        | Moon Management: Ubersmash 3                                    | 24 апреля 2010   | 1     | 1:20  | Таллахасси, США        |                            |
| Победа    | 6–1    | Крис Коуп       | KO (удары руками)          | Moon Management: Ubersmash 2                                    | 23 января 2010   | 1     | 0:56  | Таллахасси, США        |                            |
| Победа    | 5–1    | Колби Макмахоун | TKO (удары руками)         | Moon Management: Ubersmash 1                                    | 3 октября 2009   | 1     | 2:23  | Таллахасси, США        |                            |
| Победа    | 4–1    | Райан Ходж      | Сдача (удушение)           | WWCF: Blood War                                                 | 29 ноября 2008   | 2     | 2:41  | Ормонд-Бич, США        |                            |
| Поражение | 3–1    | Джон Уолш       | Сдача (треугольник руками) | ISCF: Unleashed                                                 | 28 марта 2008    | 1     | 0:48  | Северная Каролина, США |                            |
| Победа    | 3–0    | Майкл Шоффнер   | TKO (удары руками)         | Reality Combat Championship 2: The Second Encounter             | 1 марта 2008     | 1     | 1:24  | Джэксонвилл, США       |                            |
| Победа    | 2–0    | Майкл Адамс     | TKO (удары руками)         | ISCF: Winnersville Wars                                         | 15 сентября 2007 | 2     | 0:52  | Валдоста, США          |                            |
| Победа    | 1–0    | Трэвис Миллер   | Единогласное решение       | Reality Combat Championship 1                                   | 28 апреля 2007   | 3     | 5:00  | Джэксонвилл, США       |                            |

### Показательные бои The Ultimate Fighter
| Результат | Рекорд | Соперник        | Способ                 | Турнир                                           | Дата | Раунд | Время | Место          | Примечание            |
| --------- | ------ | --------------- | ---------------------- | ------------------------------------------------ | ---- | ----- | ----- | -------------- | --------------------- |
| Поражение | 3–1    | Келвин Гастелум | Сдача (удушение сзади) | The Ultimate Fighter: Team Jones vs. Team Sonnen |      | 1     | 4:03  | Лас-Вегас, США | Полуфинал.            |
| Победа    | 3–0    | Джимми Кинлан   | Сдача (удары руками)   | The Ultimate Fighter: Team Jones vs. Team Sonnen |      | 1     | 4:38  | Лас-Вегас, США | Четвертьфинал.        |
| Победа    | 2–0    | Тор Троэнг      | KO (удары руками)      | The Ultimate Fighter: Team Jones vs. Team Sonnen |      | 1     | 4:02  | Лас-Вегас, США | Предварительный этап. |
| Победа    | 1–0    | Лу Берсер       | TKO (удары руками)     | The Ultimate Fighter: Team Jones vs. Team Sonnen |      | 1     | 1:49  | Лас-Вегас, США | Стартовый этап.       |